# Le cronache di Narnia

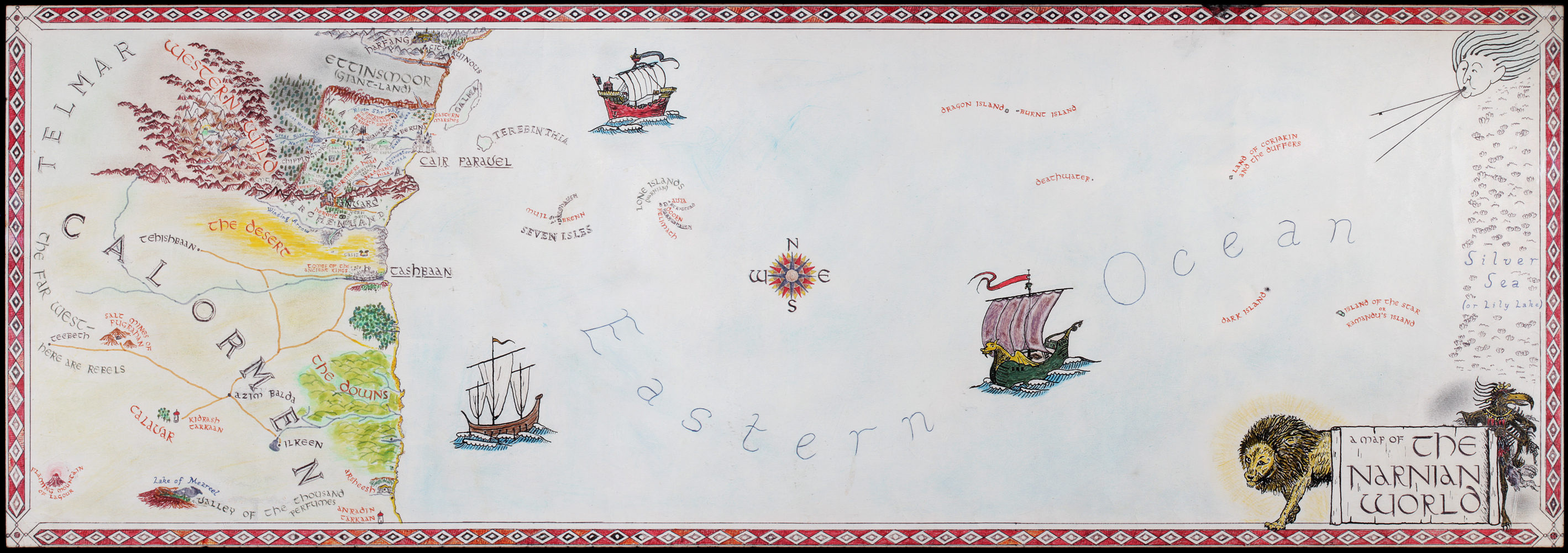
Mondo di Narnia

Le cronache di Narnia (titolo originale in inglese: The Chronicles of Narnia) è una serie di romanzi high fantasy scritta da C. S. Lewis, principalmente ambientata nell'immaginaria Terra di Narnia. Ideata nel 1939, fu pubblicata in sette volumi tra il 1950 e il 1956. Tradotta in 47 lingue, con una vendita complessiva che supera i 120 milioni di copie, senza contare le copie legate ai film, è uno dei capolavori della letteratura fantasy del XX secolo.

## Elenco dei romanzi
I libri nell'ordine di pubblicazione:

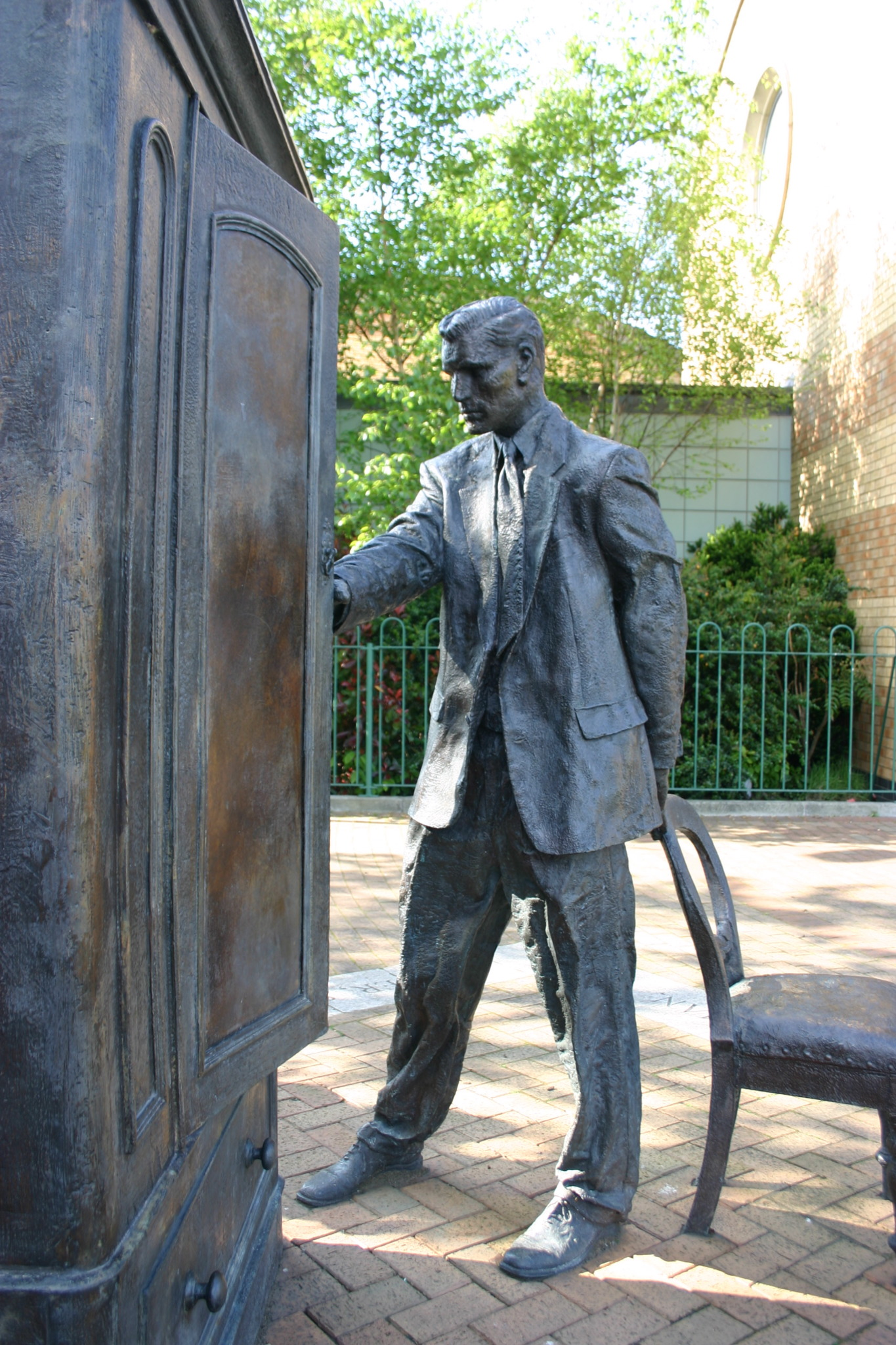
Statua di C. S. Lewis a Belfast

1. Il leone, la strega e l'armadio (The Lion, the Witch, and the Wardrobe, 1950)
2. Il principe Caspian (Prince Caspian, 1951)
3. Il viaggio del veliero (The Voyage of the Dawn Treader, 1952)
4. La sedia d'argento (The Silver Chair, 1953)
5. Il cavallo e il ragazzo (The Horse and His Boy, 1954)
6. Il nipote del mago (The Magician's Nephew, 1955)
7. L'ultima battaglia (The Last Battle, 1956)

Macmillan, il primo editore americano, pubblicò i romanzi secondo l'ordine di pubblicazione originale, ma quando HarperCollins ottenne la serie seguì il suggerimento di Douglas Gresham, figlio adottivo di Lewis, e rinumerò i libri secondo la cronologia interna alla trama.
1. Il nipote del mago
2. Il leone, la strega e l'armadio
3. Il cavallo e il ragazzo
4. Il principe Caspian
5. Il viaggio del veliero
6. La sedia d'argento
7. L'ultima battaglia

Gresham, citando la risposta di Lewis a una lettera del 1957 di un fan americano che aveva discusso con sua madre riguardo a quest'ordine, disse:
Nonostante ciò, il riordino dei libri ha irritato molti appassionati che apprezzavano l'ordine originale che introduceva i fatti per poi approfondirli nei prequel. Altre motivazioni riguardano la sottotitolazione Il ritorno a Narnia ne Il Principe Caspian e due frammenti estratti dal testo de Il leone, la strega e l'armadio che andrebbero a conferma dell'ordine di pubblicazione, quali «Nessuno dei bambini conosceva chi era Aslan, non più di quanto non lo conoscete voi.» e «Questa è la fine dell'avventura del guardaroba. Ma se il Professore aveva ragione, era solo l'inizio delle avventure di Narnia.»
L'edizione italiana a cura di Arnoldo Mondadori Editore è stata pubblicata per la prima volta nel 1979, iniziando e fermandosi per diversi anni al primo capitolo in ordine di pubblicazione (poi riedito nel 1988), mentre con la riedizione integrale del 1992-2005 ha seguito l'ordine cronologico interno alla trama, pubblicando la serie in tre volumi:
- 1979 Il leone, la strega e l'armadio
- 1992 Le Cronache di Narnia [volume primo] - Il nipote del mago / Il leone, la strega e l'armadio / Il cavallo e il ragazzo
- 1993 Le Cronache di Narnia [volume secondo] - Il principe Caspian / Il viaggio del veliero
- 1993 Le Cronache di Narnia [volume terzo] - La sedia d'argento / L'ultima battaglia
- 2005 Le Cronache di Narnia - opera integrale

## Origine del nome
Il nome Narnia deriva da Narni, città italiana in Provincia di Terni che in latino si chiamava appunto Narnia. Lancelyn Green scrive:
(Roger Lancelyn Green and Walter Hooper, C.S. Lewis: A Biography)

## Temi cristiani
I libri contengono chiare allusioni alla dottrina cristiana. La saga può essere letta come una storia del mondo, dalla creazione (Il nipote del mago) fino alla fine (L'ultima battaglia): Aslan compare come una rappresentazione di Cristo, mentre l'Imperatore d'Oltremare come una raffigurazione di Dio. Nel libro "La sedia d'argento", la strega malvagia che si trasforma in un serpente può essere vista come il Serpente che tentò Eva nella Bibbia; così come ne "Il nipote del mago" dove la strega tenta il protagonista di assaggiare una mela (al quale era stato vietato da Aslan) volendolo convincere della sua bontà. Nell'ultimo libro può essere individuato un riferimento alla venuta di un anticristo nella figura dell'asino travestito da Aslan, seguita dalla fine del mondo e dal giudizio universale. Sempre nell'ultimo libro, si può paragonare il dio Tash al diavolo. Tuttavia, una lettura esclusivamente allegorica di questi libri potrebbe risultare riduttiva. Se Lewis si convertì solo da adulto al Cristianesimo, l'introduzione di concetti teologici cristiani nelle avventure di Narnia appare funzionale alla definizione di temi facilmente comprensibili a un pubblico giovane.
Il successo di Lewis sta nel fatto che Le Cronache di Narnia sono diventate una lettura apprezzata sia dai bambini che dagli adulti. L'elemento teologico è ben inserito all'interno delle storie, e i libri possono essere letti per il loro contenuto colorito, avventuroso e mitologico. Lewis stesso sostenne che non sono allegoriche, ma "supposizionali", più simili a qualcosa che ora chiameremmo storia alternativa.
Una delle più celebri pubblicazioni accademiche di Lewis fu The Allegory of Love (1936), riguardo all'allegoria medievale nel contesto dell'amor cortese.
A questa pare far riferimento scrivendo a un giovane ammiratore:
In un'altra lettera afferma chiaramente:
Lewis inoltre sfata il mito che egli avesse originariamente composto le storie allo scopo di diffondere i principi cristiani:
Lewis, in un suo libro che parlava dei tre modi per scrivere ai bambini, disse anche che un giorno un suo amico che era padre, riferendosi alla scena in cui Edmund mangiò i dolcetti della strega (scena del libro Il leone, la strega e l'armadio), disse: "Capisco perché hai inserito quella scena: per compiacere gli adulti bisogna inserire delle scene di sesso ma, trattandosi di bambini, è ovvio mettere qualcosa da cui siano attratti, quindi i dolcetti".
Non è da escludere, infine, la derivazione di alcuni simboli dal ricco apparato iconografico dell'alchimia e della filosofia ermetica (cfr. Sebastiano B. Brocchi, "Il Sacrificio del Leone, dalla Psicologia del Profondo alle Cronache di Narnia").

## Controversie
C. S. Lewis e Le Cronache di Narnia hanno ricevuto nel corso degli anni molte critiche, specialmente da colleghi. Le accuse di sessismo prendono spunto dalla descrizione di Susan Pevensie in L'Ultima battaglia, in cui Lewis, parlando di Susan, la definisce "non più amica di Narnia", ma interessata a "null'altro che rossetti, calze di nylon e inviti".
J. K. Rowling, autrice della serie di Harry Potter, ha dichiarato:
(Grossman 2005)
Philip Pullman, autore ateo della trilogia Queste oscure materie, oppositore di Lewis al punto da essere nominato "l'anti-Lewis", ha descritto le storie come "monumentalmente misogine" (Ezard 2002). La sua interpretazione dei brani su Susan è la seguente:
(Pullman 1998)
Altri invece, tra cui l'editore Andrew Rilstone, si oppongono a questo punto di vista, sostenendo che la frase su "rossetti, calze e inviti" viene citata fuori contesto. In realtà in L'Ultima Battaglia Susan è esclusa da Narnia esplicitamente perché non ci crede più. Alla fine della storia Susan è però ancora viva e la sua sorte ultima non viene precisata. Inoltre la maturità di Susan è posta sotto una luce positiva in Il cavallo e il ragazzo.
Perché, chiedono i sostenitori di Lewis, più tardi avrebbe usato questa caratteristica come un mezzo di esclusione per Narnia? E citano i ruoli positivi di varie figure femminili della serie, tra cui quello di Jill Pole ne La Sedia d'Argento, di Aravis Tarkheena in Il cavallo e il ragazzo, di Polly Plummer in Il nipote del mago e, in particolare, quello di Lucy Pevensie in Il leone, la strega e l'armadio. Jacobs afferma che Lucy è la più ammirevole dei personaggi della serie, e che nel corso delle storie le ragazze escono generalmente sotto una luce più positiva dei ragazzi.

## Trasposizioni in altri media

### Televisione
- The Lion, the Witch and the Wardrobe (ITV, 1967)
- Il leone, la strega e l'armadio (CBS, 1979)
- Le cronache di Narnia (BBC, 1988-1990)

### Cinema
- Le cronache di Narnia - Il leone, la strega e l'armadio (The Chronicles of Narnia: The Lion, the Witch and the Wardrobe) (Walden Media e Walt Disney Pictures, 2005, regia di Andrew Adamson)
- Le cronache di Narnia - Il principe Caspian (The Chronicles of Narnia: Prince Caspian) (Walden Media e Walt Disney Pictures, 2008, regia di Andrew Adamson)
- Le cronache di Narnia - Il viaggio del veliero (The Chronicles of Narnia: The Voyage of the Dawn Treader) (Walden Media e 20th Century Fox, 2010, regia di Michael Apted)

Nel 2005, dopo anni di attese e rinvii, Walden Media e Walt Disney Pictures hanno realizzato una versione cinematografica de Il leone, la strega e l'armadio intitolata Le cronache di Narnia - Il leone, la strega e l'armadio. Le riprese del film, sotto la direzione di Andrew Adamson, sono state effettuate principalmente in Nuova Zelanda e in parte nella Repubblica Ceca. All'adattamento della sceneggiatura hanno preso parte Ann Peacock, Christopher Markus, Stephen McFeely e lo stesso regista. Le musiche sono state curate da Harry Gregson-Williams, gli effetti speciali sono stati realizzati dalla Industrial Light and Magic di George Lucas.
Seguendo lo stesso ordine con il quale C. S. Lewis ha scritto i libri, nel 2008 è stato realizzato Le cronache di Narnia - Il principe Caspian, secondo capitolo della saga, ancora diretto da Adamson, nelle sale dal 16 maggio 2008 in America, in Italia dal 14 agosto dello stesso anno.
Le riprese del film Le cronache di Narnia - Il viaggio del veliero sono incominciate nel luglio 2009: la maggior parte delle scene è stata girata in un enorme set acquatico (come nel film Titanic). Questo film non è stato prodotto come i precedenti dalla Walt Disney Pictures, che ha ceduto i diritti alla 20th Century Fox con la Walden Media. Il film è uscito nelle sale italiane il 17 dicembre 2010.
Nonostante inizialmente, dopo l'uscita de Il viaggio del veliero, vi fosse un progetto di portare sul grande schermo Il nipote del mago, il libro primo in ordine cronologico della serie di Narnia, non se ne è più parlato ufficialmente fino al 1º ottobre 2013, quando la C. S. Lewis Company e la Mark Gordon Company hanno rilasciato un comunicato stampa in cui annunciavano che il quarto film delle Cronache di Narnia sarebbe stato tratto dal libro La sedia d'argento, e che il film sarebbe arrivato nelle sale statunitensi tra il 2015 e il 2016; il progetto, però, non si è concretizzato.
Nel 2018 Netflix annuncia che ha acquisito i diritti di sfruttamento di Narnia e che ne avrebbe sviluppato contenuti. Nel luglio 2023 viene confermato che Greta Gerwig, regista di Piccole donne e Barbie, avrebbe scritto e diretto due film per Netflix.
Le riprese del primo film, che sarà basato sul primo libro in ordine cronologico Il nipote del mago, sono iniziate l'11 agosto 2025, con un uscita prevista al cinema per il 26 novembre 2026 e su Netflix per il mese seguente.

## Influenza culturale
La serie di romanzi inglesi di Philip Pullman Queste oscure materie (His Dark Materials) è stata considerata una "risposta" alle Cronache di Narnia. Queste oscure materie favorisce la scienza e la ragione sulla religione, rifiutando completamente i temi della teologia cristiana che permeano la serie di Narnia, pur contenendo molti degli stessi argomenti, soggetti e tipi di personaggi (animali parlanti inclusi) delle Cronache di Narnia.
L'autrice J. K. Rowling ha espresso il suo apprezzamento per i libri di Narnia, ai quali si è in parte ispirata. Elementi del mondo fantastico creato da Lewis possono essere ritrovati nel mondo di Harry Potter creato dalla Rowling, particolarmente nelle creature magiche.
La serie di fumetti The Sandman scritta da Neil Gaiman nel suo ciclo di storie intitolato Il gioco della vita (A Game of You) – 5° Volume della serie pubblicato, In Italia, dalla Magic Press –, rappresenta una valle fantastica nello stile di Narnia che può essere visitata dal mondo reale.
Tolkien definì spesso Narnia come una sorta di caos primordiale, esprimendo stupore per il fatto che il suo amico e collega Lewis non avesse perfezionato i nomi delle dinastie e dei re e, in generale, non si fosse adoperato per rendere più coerente la mitologia di Narnia.
Il videogioco Simon the Sorcerer II: Il Leone, il Mago e il Guardaroba della serie Simon the Sorcerer è un chiaro riferimento al più celebre libro della saga.